# White Lotus
| Оценки критиков   | Оценки критиков |
| Источник          | Оценка          |
| ----------------- | --------------- |
| AllMusic          | [ 1 ]           |
| Alternative Press | [ 2 ]           |
| Alter the Press   | [ 3 ]           |

White Lotus — четвёртый альбом группы Eyes Set to Kill, вышедший 9 августа 2011 года. Это первый альбом, записанный при участии скрим-вокалиста Чиско Миранда. Также это первый альбом без участия гитариста Грэга Кервина. Кроме того, это первый и единственный альбом ESTK, выпущенный на их собственном лейбле — Foresee Records. Предзаказ альбома стал доступен в 12 часов ночи 7 июля 2011 года. Композиция «Polly» стала доступна для бесплатного скачивания вместе с предзаказом и «Harsh» транслировалась онлайн 8 июля. «Erasing Everything» является переписанной композицией «Pure White Lace», которая изначально была записана на EP 2006 года When Silence Is Broken, the Night Is Torn.

## Список композиций
| №                   | Название                  | Длительность |
| ------------------- | ------------------------- | ------------ |
| 1.                  | «The Secrets Between»     | 3:47         |
| 2.                  | «Forget»                  | 3:21         |
| 3.                  | «Stuck Underneath»        | 1:30         |
| 4.                  | «Harsh»                   | 3:49         |
| 5.                  | «Where I Want to Be»      | 3:17         |
| 6.                  | «Erasing Everything»      | 3:52         |
| 7.                  | «Doll Parts» (Hole cover) | 3:16         |
| 8.                  | «Untitled»                | 2:38         |
| 9.                  | «Polly» (Nirvana cover)   | 3:05         |
| 10.                 | «Harsh (Acoustic)»        | 3:25         |
| Общая длительность: | Общая длительность:       | 31:58        |

## Участники записи
Информация об участвующих музыкантах взята с сайта Allmusic.
- Алексия Родригез — чистый вокал, ритм-гитара, клавиши, пианино
- Чиско Миранда — скрим, соло-гитара
- Анисса Родригез — бас-гитара
- Калеб Клифтон — барабаны, перкуссия